# Atlanta
Atlanta ist die Hauptstadt sowie die größte Stadt des US-Bundesstaates Georgia. Die Stadt bildet mit 498.715 Einwohnern (Stand: Volkszählung 2020) den Kern der Metropolregion Atlanta, die mit über sechs Millionen Einwohnern die neuntgrößte Metropolregion der Vereinigten Staaten ist. Atlanta liegt zum größten Teil im Fulton County und zu einem kleineren Teil im DeKalb County.
Die Lage an der Kreuzung wichtiger Eisenbahnlinien verhalf der Stadt im 19. Jahrhundert zu schnellem Wachstum. Im Amerikanischen Bürgerkrieg spielte Atlanta bis zur Einnahme und weitreichenden Zerstörungen nach 1864 eine wichtige Rolle. Die Stadt konnte sich schnell von den Kriegsjahren erholen und wurde zum fortschrittlichen Zentrum der Südstaaten. In den folgenden Jahrzehnten durchlebte Atlanta einen rasanten wirtschaftlichen Aufschwung und wurde gleichzeitig Mittelpunkt der Bürgerrechtsbewegung um Martin Luther King.
Atlanta ist das infrastrukturelle, wirtschaftliche und kulturelle Zentrum der südöstlichen Vereinigten Staaten. Der Hartsfield–Jackson Atlanta International Airport ist seit 1998 der Flughafen mit dem weltweit größten Passagieraufkommen, weiter ist die Stadt Hauptsitz von zehn der 500 umsatzstärksten Unternehmen. Zu den in Atlanta ansässigen Konzernen zählen The Coca-Cola Company, Delta Airlines und UPS. Der Nachrichtensender CNN wurde in Atlanta gegründet und hat hier seinen Sitz.

## Geschichte

### Gründung und Namensherkunft
Ursprünglich war das Gebiet, auf dem die heutige Stadt liegt, von den Cherokee und Muskogee besiedelt, die den Ort Pakanahuihli (engl. Standing Peachtree, „Stehender Pfirsichbaum“) nannten. 1823 begann die erste Besiedlung durch Weiße. 1836 wurde der Ort von der Western and Atlantic Railroad als Endpunkt der Bahnstrecke von Rossville / Chattanooga (Tennessee) nach Georgia bestimmt und erhielt deswegen 1837 zunächst den Namen Terminus (etwa: „Endstation“). 1843 wurde sie nach Martha Lumpkin, der Tochter des damaligen Gouverneurs von Georgia Wilson Lumpkin, Marthasville getauft, bevor sie ihren heutigen Namen Atlanta erhielt. Die Herkunft letzteren Namens ist nicht zweifelsfrei geklärt. Die Gouverneurstochter könnte mit Mittelnamen Atlanta geheißen haben, oder es handelt sich um die weibliche Form von Atlantic.

### Rolle im Bürgerkrieg

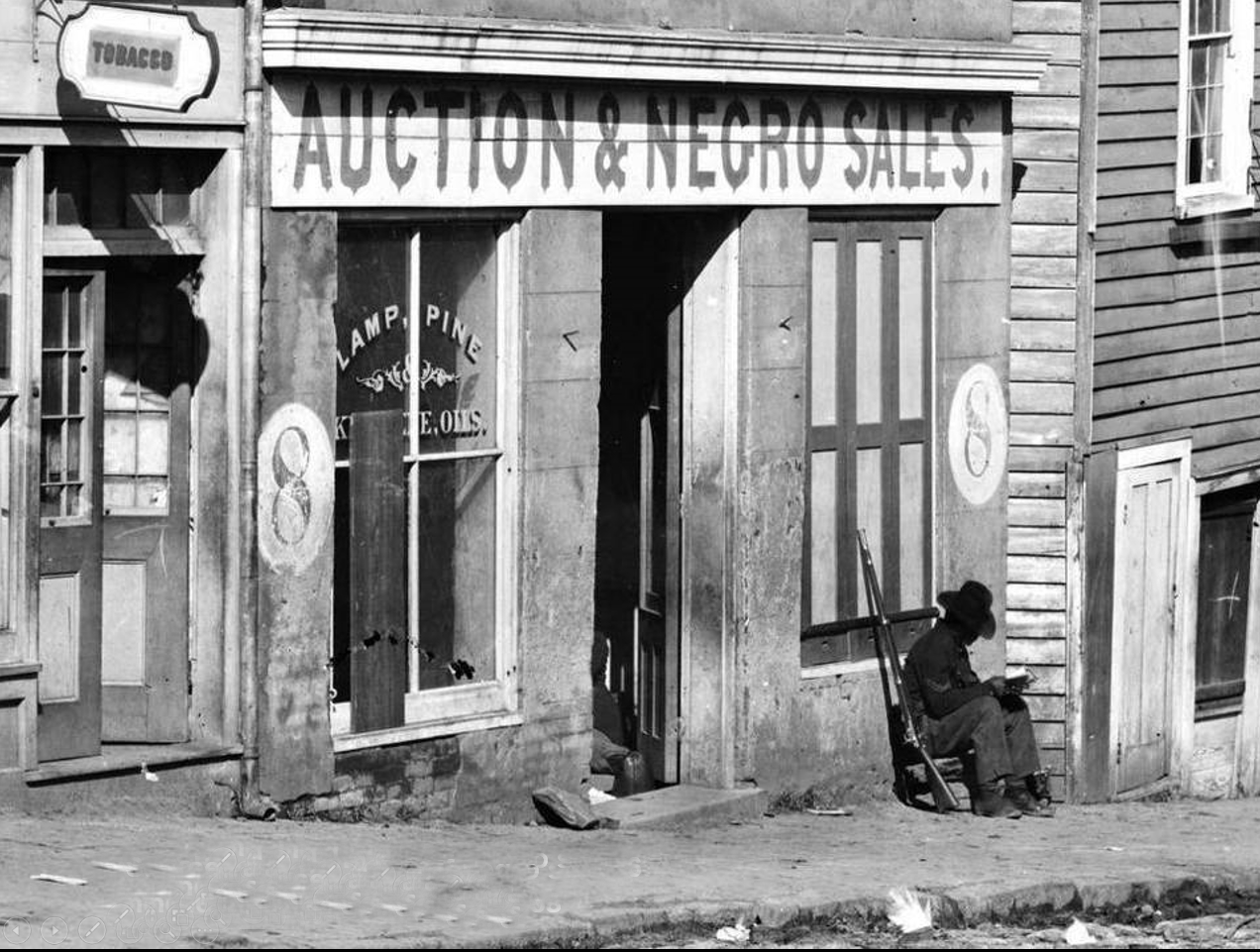
Sklavenauktionshaus, Whitehall Street, Atlanta, 1864

Als 1861 der Sezessionskrieg begann, hatte die Stadt bereits 9000 Einwohner. Wegen ihrer Funktion als Handelspunkt und Eisenbahnknoten in den Südstaaten war Atlanta ein wichtiges Ziel für die gegnerischen Unionstruppen und wurde für mehrere Monate belagert. Die Stadt war von solcher Wichtigkeit, da man von hier mit der Bahn jede Stadt in den Südstaaten innerhalb eines Tages erreichen konnte.
Die Belagerung nahm mit der Schlacht von Atlanta, die am 22. Juli 1864 stattfand, ihren Anfang. Nachdem es den Truppen von Unionsgeneral William T. Sherman gelungen war, die letzte Versorgungsbahnlinie nach Macon einzunehmen, evakuierte Südstaatengeneral John Bell Hood die Stadt. Sherman konnte am 3. September Präsident Abraham Lincoln vermelden, dass die Stadt erfolgreich eingenommen worden war. Die Einnahme Atlantas gilt als ein wichtiger Grund für Lincolns Wiederwahl 1864 und damit den weiteren Kriegsverlauf und als einer der großen Wendepunkte im Amerikanischen Bürgerkrieg.
Am 11. November 1864 brannten die Unionstruppen Atlanta nieder. Dies resultierte aus dem von Sherman während seines Marsches zum Meer angewandten Prinzip des totalen Krieges, welches beabsichtigte, die Zivilbevölkerung mit einzubeziehen. Sherman setzte diese Taktik bei seinem Feldzug durch Georgia, der ihn bis nach Savannah an der Atlantikküste führte, fort. Die Zerstörung Atlantas wurde literarisch im Roman Vom Winde verweht von Margaret Mitchell aufbereitet.
Nach Kriegsende dauerte es nur einige Monate, bis die ersten Bewohner zurückkehrten. Obwohl zu diesem Zeitpunkt etwa 90 % der Gebäude zerstört waren, bauten die Bewohner ihre Stadt schnell wieder auf. 1868 wurde Atlanta die Hauptstadt von Georgia.

### Neuere Geschichte
Am 21. Mai 1917 wurde gegen Mittag ein Brand in Skinner’s Warehouse nahe der Ecke Fort und Decatur Street gemeldet. Da die Feuerwehr wegen mehrerer vorangegangener Brände über die gesamte Stadt verteilt war, hatte sich das Feuer bei ihrem Eintreffen bereits weit nach Norden ausbreiten können. Der Brand zerstörte 1.938 Gebäude, vorwiegend Holzhäuser, auf einer Fläche, die 73 Häuserblocks umfasste, und machte etwa 10.000 Menschen obdachlos. Das einzige Todesopfer war eine Person, die beim Anblick ihres zerstörten Hauses an einem Herzinfarkt starb.
Von 1979 bis 1981 kam es in der Stadt zu einer Reihe von Mordfällen, die als die Kindermorde von Atlanta bekannt wurden.
1996 fanden in Atlanta die 26. Olympischen Sommerspiele statt. Der Fackelträger war Muhammad Ali.

2022 kamen Bestrebungen auf, den 1952 eingemeindeten Stadtteil Buckhead als eigene Stadt zu verselbständigen, um eine eigene Steuer einführen zu können und mit mehr Polizei stärker gegen Kriminalität vorzugehen. In diesem Teil der Stadt ist das Durchschnittseinkommen knapp doppelt so hoch wie im Rest von Atlanta. In Buckhead wohnen 108.000 der 510.000 Einwohner Atlantas. In Buckhead City leben heute 71 % Weiße und 11 % Afroamerikaner, im Rest von Atlanta ist das Verhältnis fast umgekehrt: 27 zu 61 Prozent. Für eine Abspaltung wären ein Referendum und mehrere Gesetzesbeschlüsse nötig. Die Buckhead Coalition, eine Gruppe lokaler Wirtschaftstreibender sowie mehrere NGOs treten gegen eine Abspaltung auf und verweisen auf hohe Kosten und Komplikationen, die das Errichten einer eigenen Stadtverwaltung mit sich bringen würde.

### Historic Landmarks
Acht Bauwerke und Stätten in Atlanta haben den Status einer National Historic Landmark, darunter das Georgia State Capitol, die Martin Luther King Jr. National Historic Site und das Fox Theatre. 208 Bauwerke und Stätten der Stadt sind im National Register of Historic Places (NRHP) eingetragen (Stand 2. November 2018), darunter das Fort Peace.

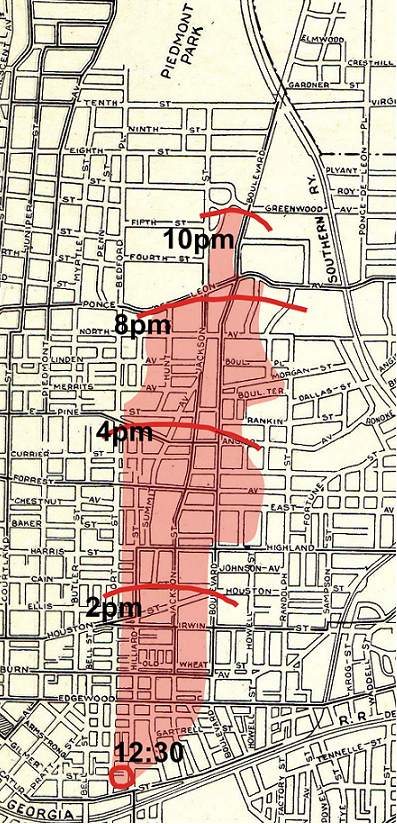
Ausbreitung des Großbrandes im Jahr 1917
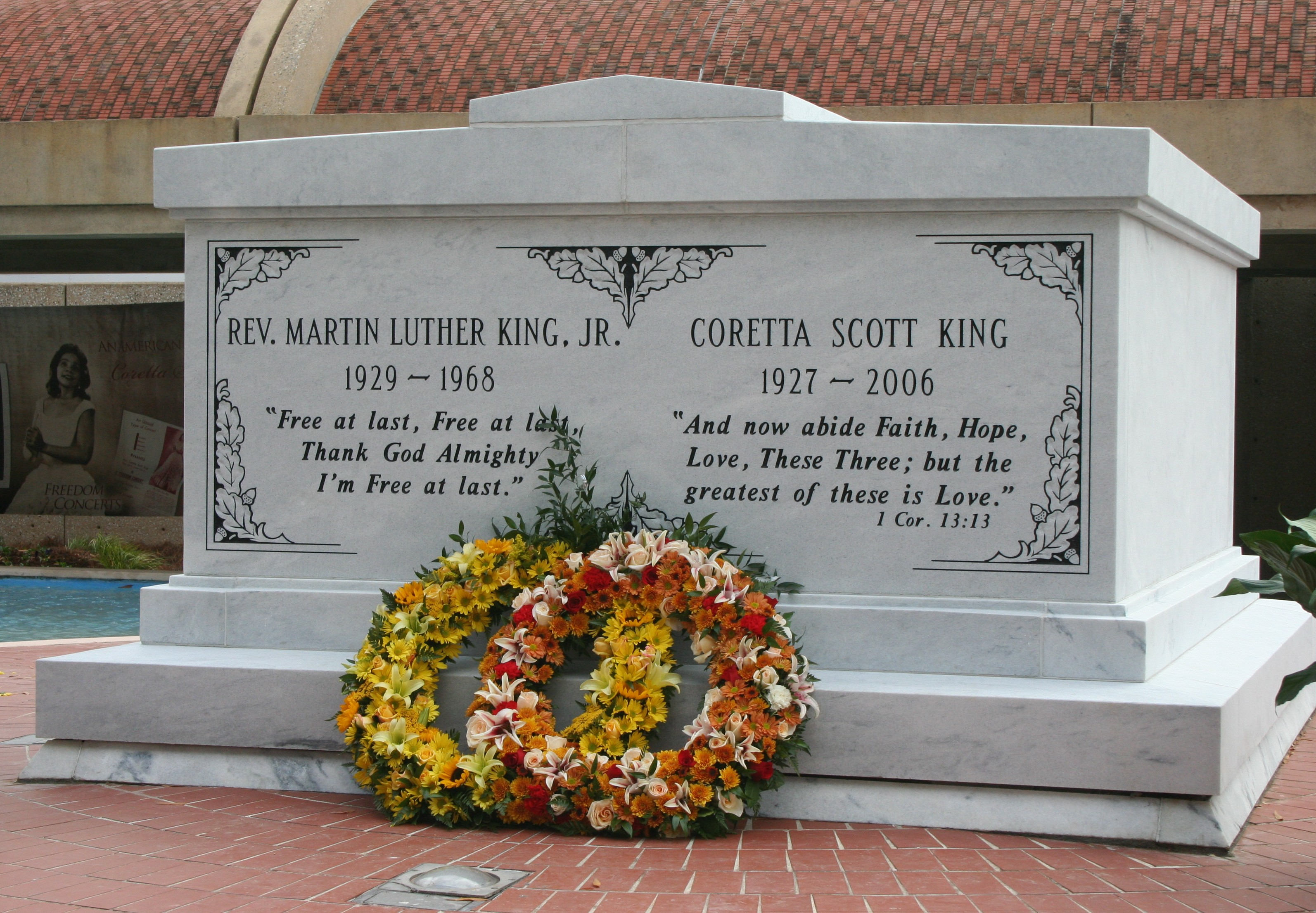
Grablege von Martin Luther King und seiner Ehefrau in der Martin Luther King Jr. National Historic Site (2006)

## Geografie

### Klima

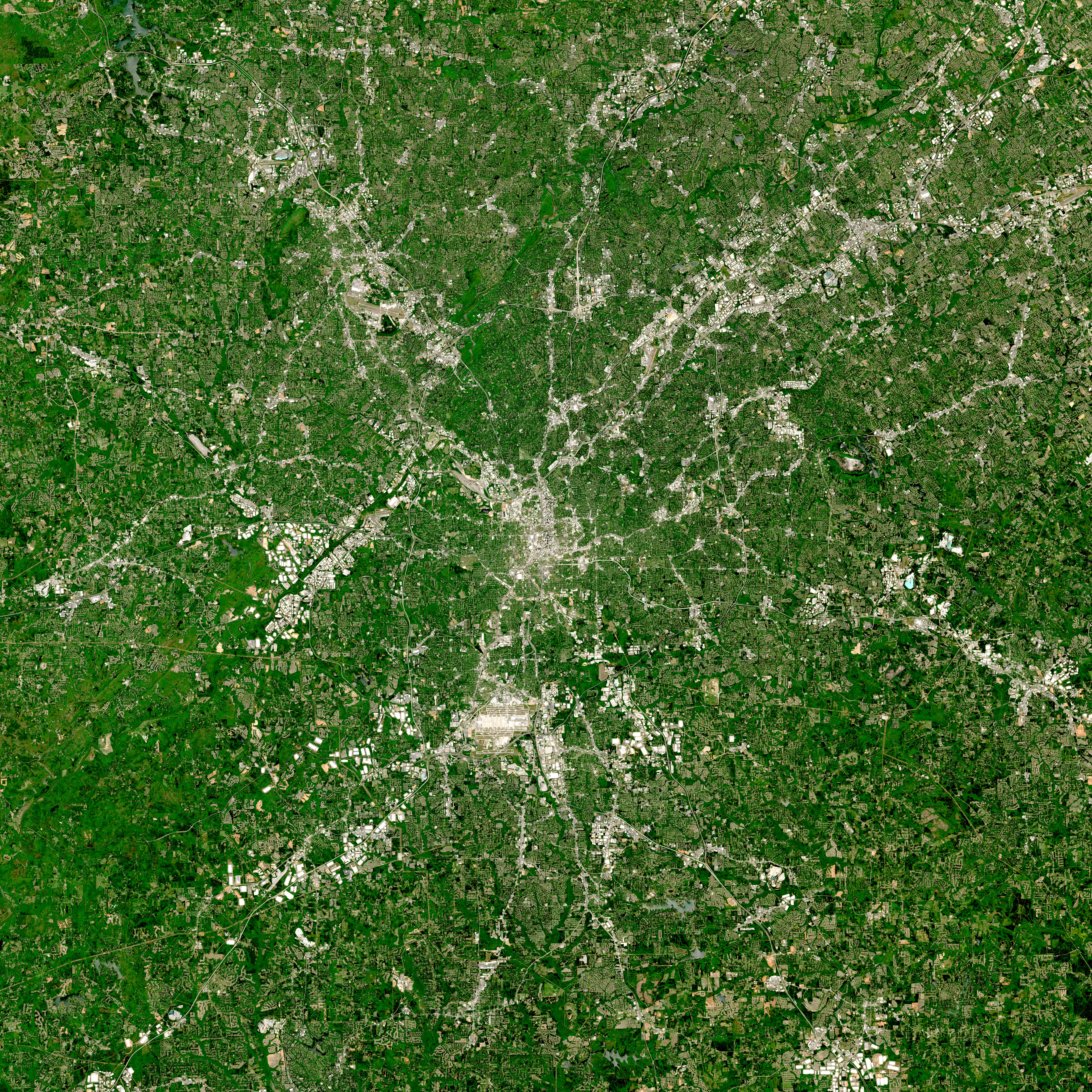
Satellitenbild Atlantas

Atlanta liegt in der subtropischen Klimazone auf der geographischen Breite von Nordafrika. Die Jahresdurchschnittstemperatur beträgt 16,4 °C und die Niederschlagssumme 1197 mm. Der wärmste Monat des Jahres ist mit einem Mittelwert von 26,0 °C der Juli, während es im Dezember mit durchschnittlichen 6,7 °C am kältesten ist.
Seiner Lage im Piedmont, dem den North Georgia Mountains (Teil der Appalachen) vorgelagerten Gebirgsvorland, verdankt Atlanta den klimatischen Mittelweg zwischen der Hitze der Ebenen Südgeorgias und den Schneefällen der Berge im Norden. Trotz der subtropischen Lage fällt in Atlanta zumindest in einer kurzen Zeit im Winter normalerweise Schnee. Im Sommer kann es durch Regenmangel zu Dürre kommen. In und um Atlanta entstehen regelmäßig Tornados, darunter auch der Atlanta Tornado Outbreak im Jahr 2008.
|                       | Jan   | Feb   | Mär   | Apr   | Mai   | Jun  | Jul   | Aug  | Sep  | Okt  | Nov  | Dez   |   |         |
| Mittl. Tagesmax. (°C) | 10,2  | 12,8  | 17,9  | 22,6  | 26,4  | 29,9 | 31,1  | 30,6 | 27,7 | 22,6 | 17,4 | 12,2  | ⌀ | 21,8    |
| Mittl. Tagesmin. (°C) | −0,3  | 1,4   | 5,8   | 10,1  | 14,8  | 19,0 | 20,8  | 20,6 | 17,5 | 11,1 | 6,0  | 1,7   | ⌀ | 10,8    |
|                       |       |       |       |       |       |      |       |      |      |      |      |       |   |         |
| Niederschlag (mm)     | 120,6 | 122,2 | 146,6 | 108,2 | 109,0 | 90,4 | 127,3 | 93,0 | 86,9 | 77,5 | 98,0 | 110,0 | Σ | 1.289,7 |
|                       |       |       |       |       |       |      |       |      |      |      |      |       |   |         |
| Sonnenstunden (h/d)   | 4,8   | 5,8   | 6,8   | 8,5   | 9,4   | 9,5  | 8,7   | 8,6  | 7,7  | 7,7  | 6,1  | 4,9   | ⌀ | 7,4     |
|                       |       |       |       |       |       |      |       |      |      |      |      |       |   |         |
| Regentage (d)         | 9,7   | 8,4   | 9,1   | 7,1   | 7,8   | 8,4  | 10,3  | 8,0  | 6,3  | 5,3  | 7,3  | 7,9   | Σ | 95,6    |
|                       |       |       |       |       |       |      |       |      |      |      |      |       |   |         |
| Luftfeuchtigkeit (%)  | 69    | 64    | 63    | 63    | 68    | 71   | 76    | 76   | 75   | 70   | 69   | 69    | ⌀ | 69,5    |

| −0,3 |

| 1,4 |

| 5,8 |

| 10,1 |

| 14,8 |

| 19,0 |

| 20,8 |

| 20,6 |

| 17,5 |

| 11,1 |

| 6,0 |

| 1,7 |

| −0,3 |

| 1,4 |

| 5,8 |

| 10,1 |

| 14,8 |

| 19,0 |

| 20,8 |

| 20,6 |

| 17,5 |

| 11,1 |

| 6,0 |

| 1,7 |

## Bevölkerung

### Demografie
| Jahr | Einwohner |
| ---- | --------- |
| 1950 | 331.314   |
| 1960 | 487.455   |
| 1970 | 495.039   |
| 1980 | 425.022   |
| 1990 | 394.017   |
| 2000 | 416.474   |
| 2010 | 420.003   |
| 2020 | 498.715   |

Im Jahre 2010 waren 38,4 % der Bevölkerung Weiße, 54,0 % Afroamerikaner, 3,1 % Asiaten, 2,0 % zwei oder mehr Gruppen zugehörig. 9,1 % der Gesamtbevölkerung waren Hispanics oder Latinos jedweder Ethnie. Der Median des Einkommens je Haushalt lag 2015 bei 47.527 US-Dollar. 24,6 Prozent der Bevölkerung lebten unterhalb der Armutsgrenze.

## Wirtschaft und Infrastruktur

### Wirtschaftsstruktur
Die Metropolregion von Atlanta erbrachte 2016 eine Wirtschaftsleistung von 363,8 Milliarden US-Dollar und belegte damit Platz 10 unter den Großräumen der USA und gehört zu den wirtschaftlich dynamischsten Städten des Landes. Die Arbeitslosenrate betrug 3,4 Prozent und lag damit unter dem nationalen Durchschnitt von 3,8 Prozent (Stand: Mai 2018).

### Ansässige Unternehmen
Neben der Coca-Cola Company, Cox Enterprises, CNN, UPS, The Home Depot, PulteGroup, Genuine Parts Company, Georgia-Pacific, Novelis, Veritiv, SunTrust, Southern Company und Delta Air Lines siedeln sich gerade in den letzten Jahren wegen der niedrigen Steuersätze viele Firmen in und um Atlanta an. In der Zwischenzeit hält Atlanta den dritten Rang unter den amerikanischen Städten mit den meisten Hauptsitzen von Fortune-500-Unternehmen. Bis 2007 befand sich außerdem der Hauptsitz von BellSouth, der größten Telefongesellschaft im Südosten der USA, und der des Mobilfunkanbieters Cingular Wireless in Atlanta. Mit der Übernahme durch AT&T wurde der Unternehmenssitz nach San Antonio in Texas verlegt.

### Verkehr

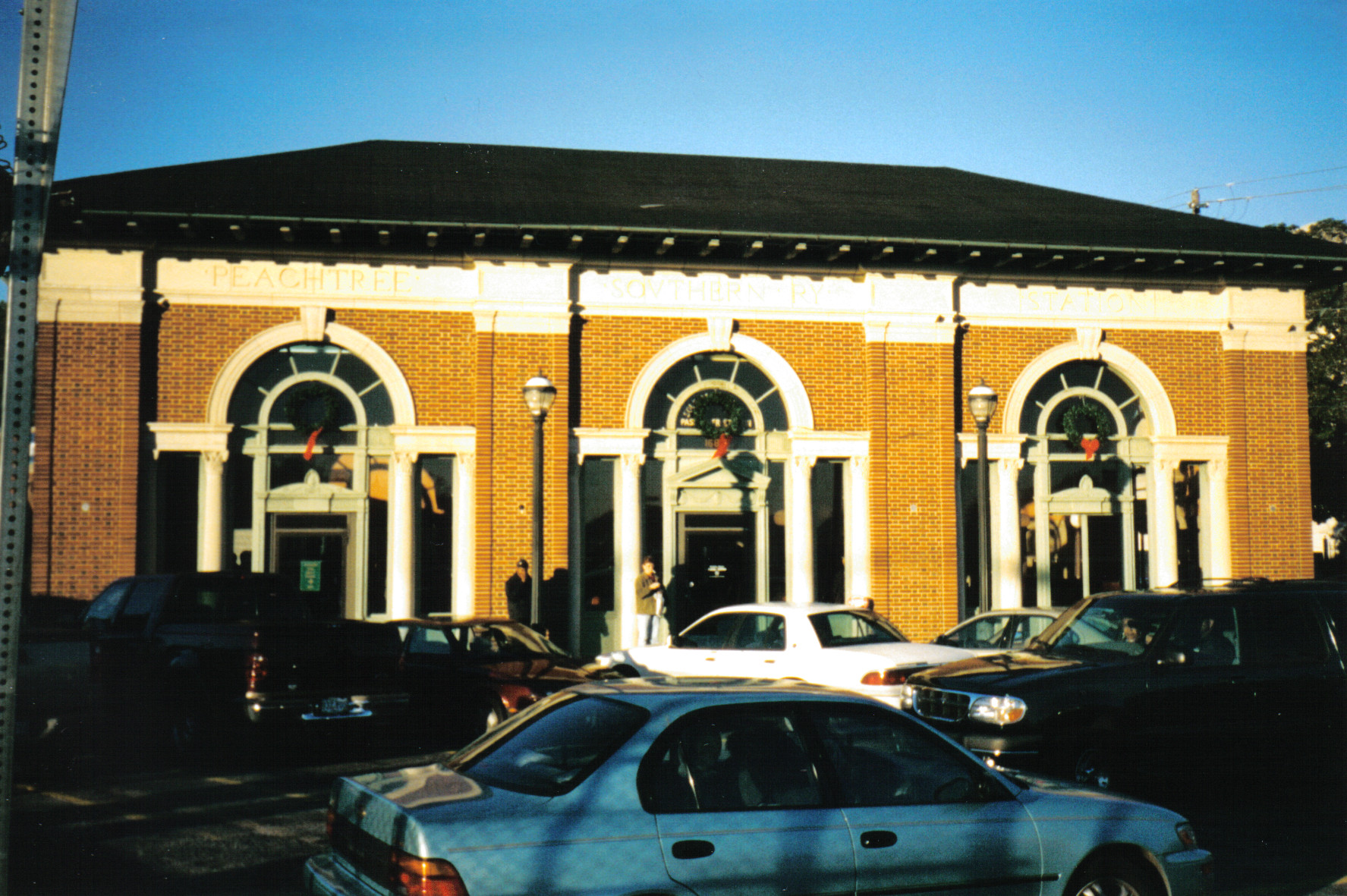
Bahnhof von Atlanta

Die berühmteste Straße Atlantas ist die Peachtree Street. Sie verläuft in Nord-Süd-Richtung und wird als „Broadway“ Atlantas bezeichnet. Viele historische Gebäude liegen an dieser Straße. Der Name Peachtree kommt jedoch in mehr als 30 Straßennamen vor. (Peachtree Creek Road, Peachtree Lane, Peachtree Avenue, Peachtree Circle, Peachtree Drive, Peachtree Plaza, Peachtree Way, Peachtree Memorial Drive, New Peachtree Road, Peachtree Valley Road, West Peachtree Street, Peachtree Industrial Boulevard). Ein berühmter Vorort ist Peachtree City.
In Atlanta kreuzen sich die Interstate-Highways I-20, I-75 und I-85 sternförmig.
Der Hartsfield-Jackson International Airport in Atlanta ist der Flughafen mit dem höchsten Passagieraufkommen weltweit.
Der öffentliche Nahverkehr wird von der Metropolitan Atlanta Rapid Transit Authority (MARTA) mit vier U-Bahn- und diversen Buslinien betrieben, die zwischen 5:00 Uhr morgens und etwa 1:00 Uhr nachts verkehren. Nachtlinien existieren nicht. Die U-Bahn hat in der Regel einen 10-Minuten-Takt. Wie in vielen US-amerikanischen Großstädten wird an den Bushaltestellen kein Fahrplan ausgehängt. Die jeweilige Verbindung muss über eine kostenlose Telefonnummer erfragt werden.

### Bildung
In Atlanta befinden sich eine Reihe international renommierter Universitäten wie das Georgia Institute of Technology, die Emory University und die Georgia State University.

## Politik

### Staatliche Institutionen
Atlanta beherbergt drei verschiedene Ebenen staatlicher Executive und Legislative.

#### Stadtverwaltung von Atlanta

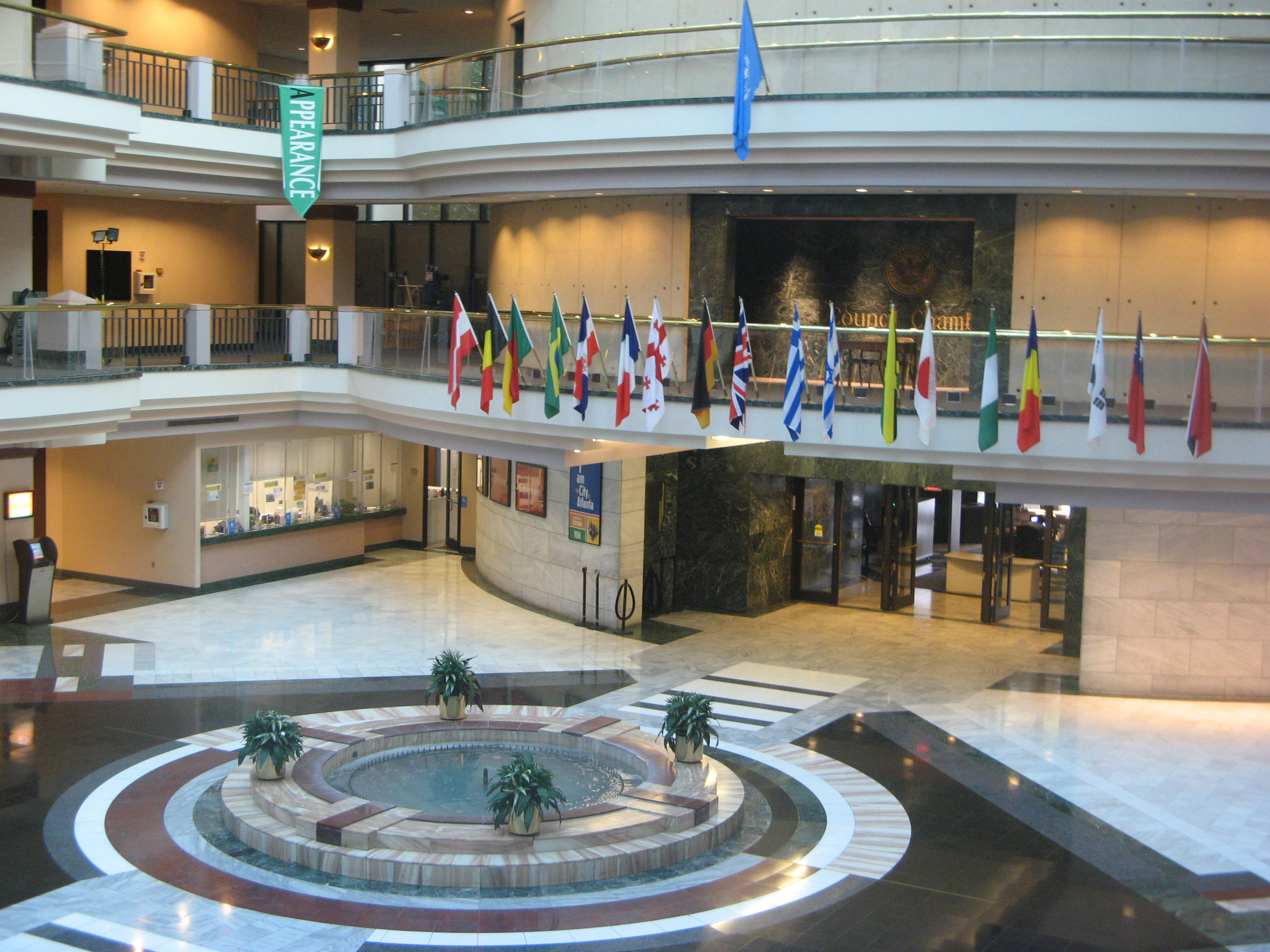
Atrium der Atlanta City Hall mit den Länderflaggen der Partnerstädte

Atlanta wird von einem Bürgermeister und dem Stadtrat regiert. Der Stadtrat besteht aus insgesamt 15 Repräsentanten. Von diesen werden zwölf als Direktkandidaten in den Bezirken gewählt und drei von der Gesamtbevölkerung. Der Bürgermeister hat das Recht, gegen Verordnungen des Stadtrates sein Veto einzulegen, welches jedoch vom Stadtrat mit einer Zwei-Drittel-Mehrheit überstimmt werden kann. Die Regierung der Stadt erinnert also stark an die Verfassung der Vereinigten Staaten.
Von 1937 bis 1941 und von 1942 bis 1962 war William Berry Hartsfield Bürgermeister, was ihn zum Bürgermeister mit der längsten Amtszeit in Atlanta macht. Von 1973 bis 1982 war Maynard Jackson zwei Amtszeiten lang Bürgermeister; er wurde von Andrew Young abgelöst. Young hatte insgesamt drei Amtszeiten, er wurde 1990 von Jackson abgelöst, der seine dritte Amtszeit absolvierte. 1994 wurde Bill Campbell Bürgermeister von Atlanta. Während der Amtszeit Campbells hatte die Regierung den Ruf, korrupt zu sein. Campbell wurde 2006 verurteilt.
2001 wurde die Demokratin Shirley Franklin die erste Frau im Bürgermeisteramt von Atlanta. Sie wurde 2005 mit 90 % der Stimmen wiedergewählt. Am 4. Januar 2010 wurde der ebenfalls demokratische Kasim Reed ihr Nachfolger.

#### Verwaltung des Fulton County
In Atlanta befindet sich die Countyverwaltung des umliegenden Fulton County.
Daher erstreckt sich das eigentliche Stadtgebiet hauptsächlich auf Fulton County. Die Metropolregion Atlanta geht weit darüber hinaus und bezieht andere Countys mit ein, v. a. das DeKalb County.

#### Staatsregierung von Georgia

Georgia State Capitol

In Atlanta befinden sich die Staatsregierung des US-Bundesstaats Georgia und das Georgia State Capitol.

### Wappen und Motto
Dem Wiederaufbau nach dem Amerikanischen Bürgerkrieg hat Atlanta sein Wappen und Motto zu verdanken. Das Wappentier der Stadt ist ein Phönix, der die Wiederauferstehung aus der Asche des Krieges repräsentieren soll. Gleichermaßen das Stadtmotto „Resurgens.“ (lat. für wieder auferstehend).

### Städtepartnerschaften
Atlanta unterhält folgende Städtepartnerschaften:
- Montego Bay (Jamaika), seit 1972
- Rio de Janeiro (Brasilien), seit 1972
- Lagos (Nigeria), seit 1974
- Taipei (Republik China (Taiwan)), seit 1974
- Toulouse (Frankreich), seit 1974
- Newcastle-upon-Tyne (Vereinigtes Königreich), seit 1977
- Daegu (Südkorea), seit 1981
- Brüssel (Belgien), seit 1983
- Port of Spain (Trinidad und Tobago), seit 1987
- Tiflis (Georgien), seit 1988
- Bukarest (Rumänien), seit 1994
- Archea Olymbia (Griechenland), seit 1994
- Cotonou (Benin), seit 1995
- Salcedo (Dominikanische Republik), seit 1996
- Nürnberg (Deutschland), seit 1998
- Ra’annana (Israel), seit 2000
- Fukuoka (Japan), seit 2005

### Sehenswürdigkeiten

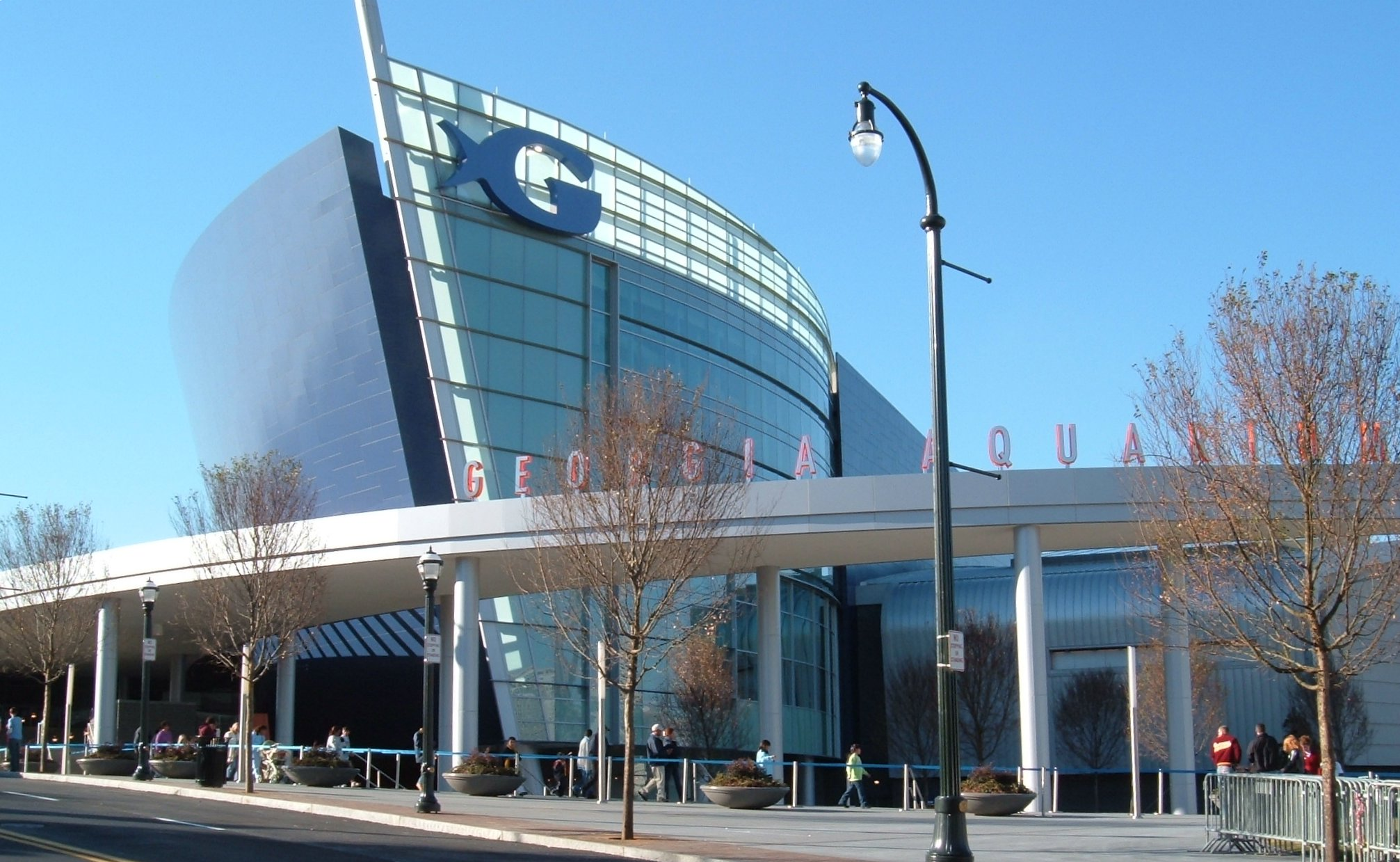
Georgia Aquarium

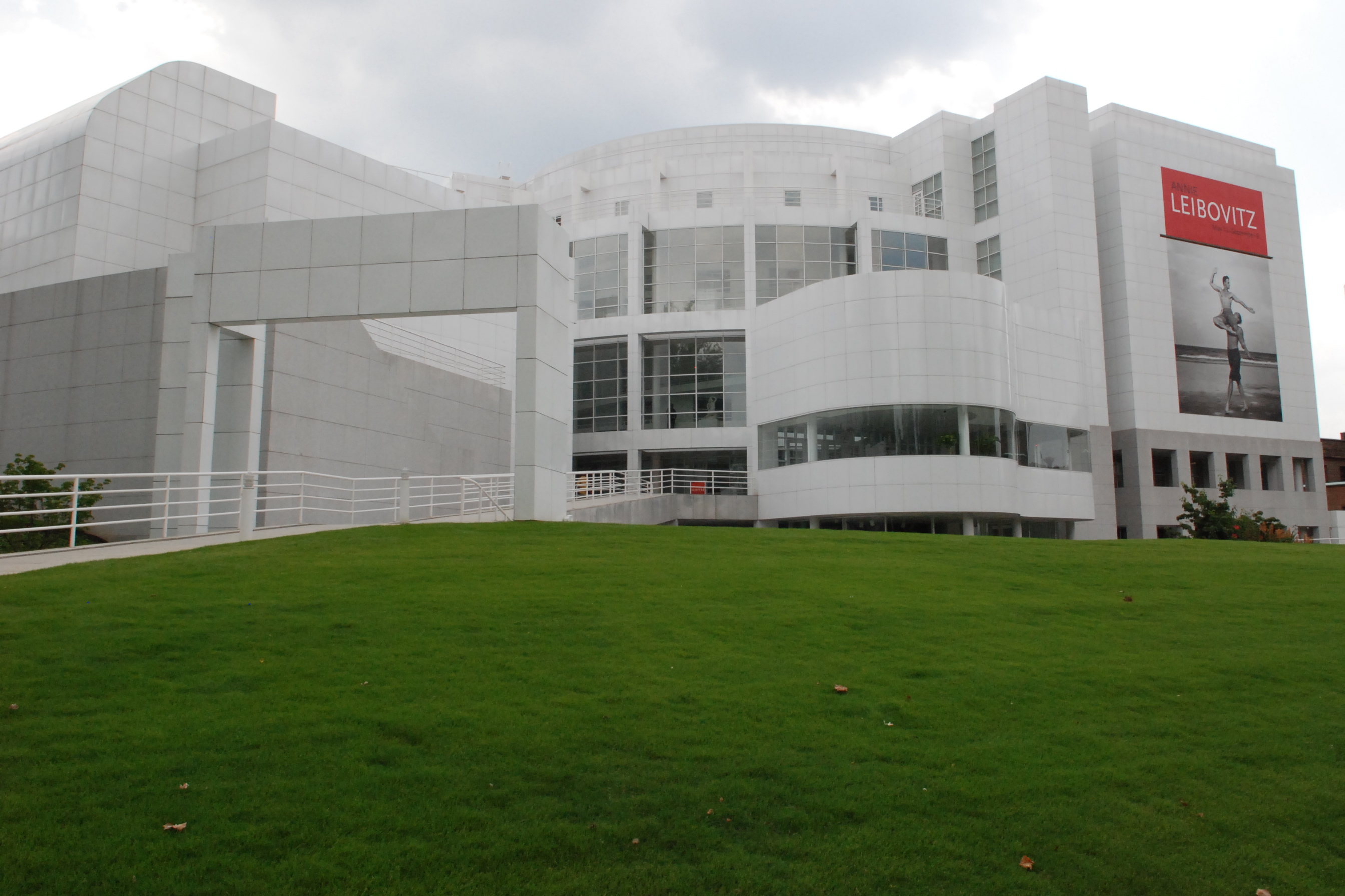
High Museum of Art

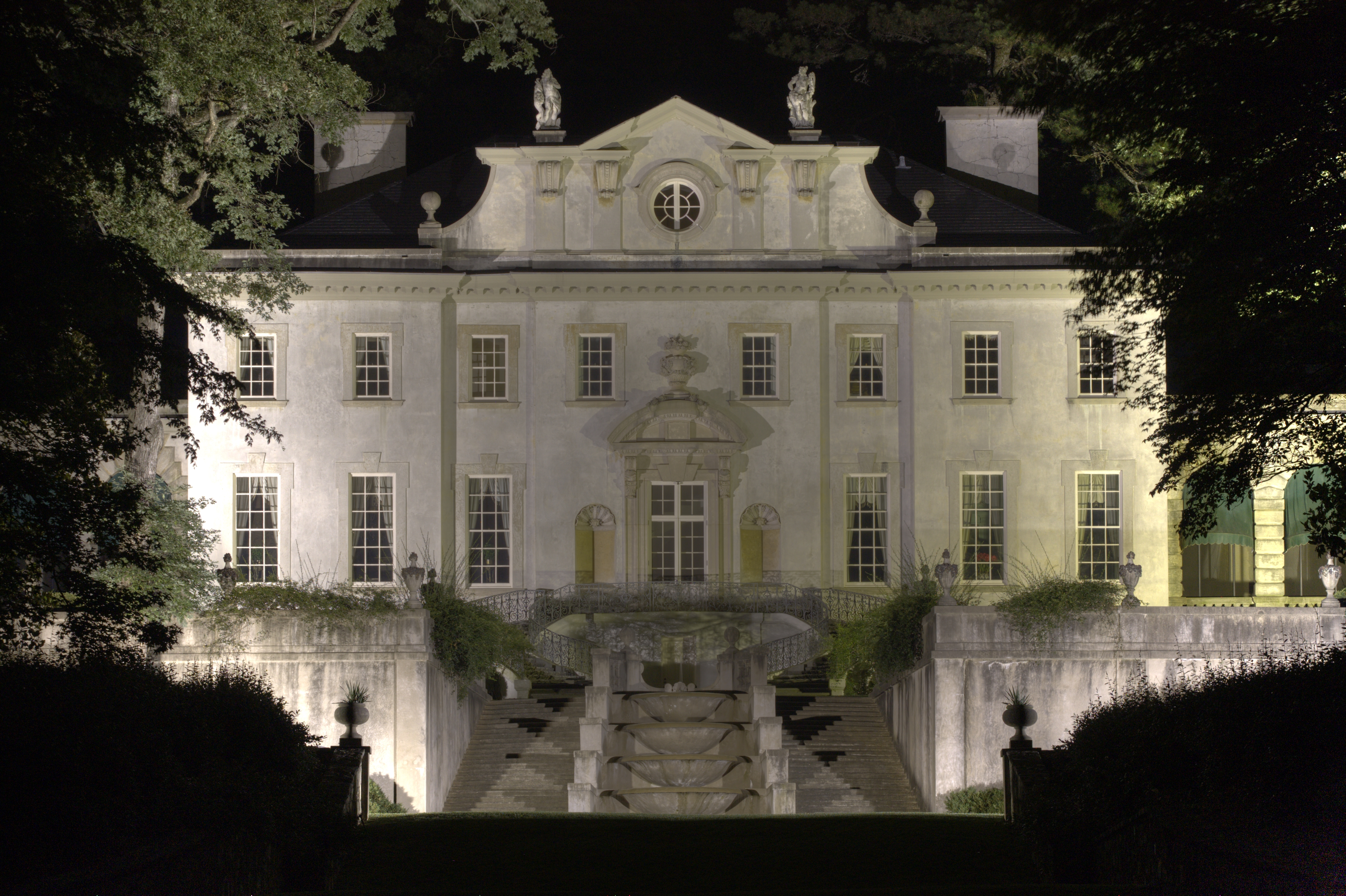
Atlanta History Center

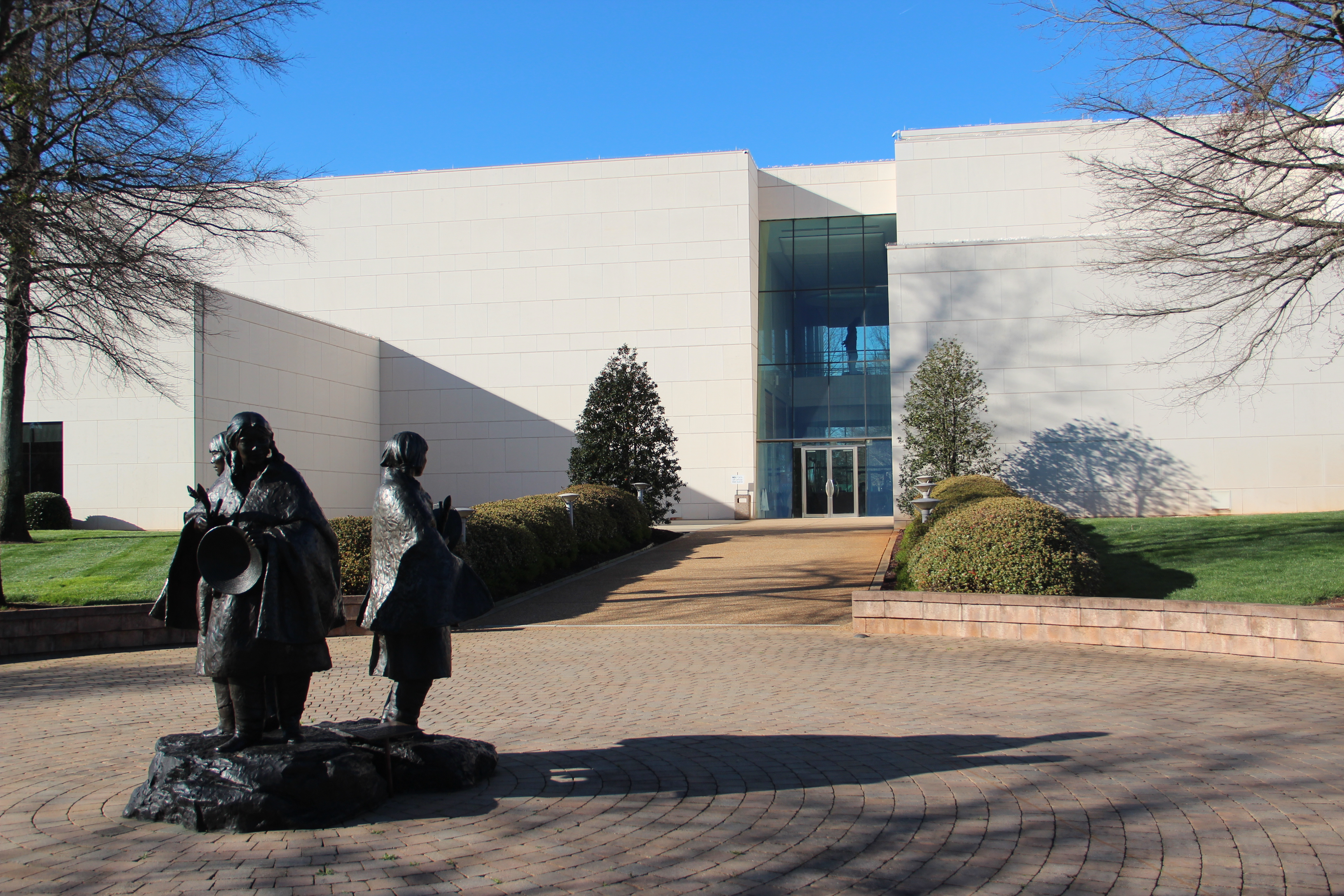
Booth Museum

## Kultur

### Grünflächen und Freizeitparks
- Eine Attraktion in der Umgebung von Atlanta ist Stone Mountain, der weltgrößte freiliegende Granitfelsen.
- Die größten Grünflächen in der Stadt sind der Piedmont Park, der Grant Park und der Oakland Cemetery.
- 1996 fanden in Atlanta die 26. Olympischen Sommerspiele statt. Ein großer Park im Stadtzentrum ist der Centennial Olympic Park mit einer Fläche von 8,5 Hektar und interaktiven Wasserspielen in Form der fünf olympischen Ringe.
- Am 23. November 2005 eröffnete in Atlanta das Georgia Aquarium. Es ist das größte Aquarium der Welt und hat als eine Attraktion vier Walhaie von ca. fünf Metern Länge in einem Becken mit 30.000 m³ Salzwasser.
- Der Zoo Atlanta ist bekannt für die Haltung von Pandas und einer großen Gruppe Gorillas.
- 24 km vom Stadtzentrum entfernt liegt der Sweetwater Creek State Park

### Museen
In und um Atlanta finden sich eine Vielzahl von Museen, Galerien und Privatsammlungen.
Das renommierte High Museum of Art in Midtown ist das größte Museum der südöstlichen Vereinigten Staaten und besteht aus mehreren Gebäuden der Architekten Richard Meier und Renzo Piano. Weitere Museen sind das Museum of Design Atlanta, das Atlanta Contemporary Art Center und das Museum of Contemporary Art of Georgia. Das Michael C. Carlos Museum stellt eine große Sammlung antiker Kunstschätze aus. Das Atlanta History Center Swan House ist ein Komplex aus historischen Gebäuden und geschützten Parkflächen im nördlich der Innenstadt gelegenen Buckhead. In der World of Coca-Cola in Downtown werden Objekte der Firmengeschichte ausgestellt, gegenüber liegt das Center for Human and Civil Rights.
Im Umland von Atlanta befinden sich das Georgia Museum of Art und das Booth Western Art Museum.

### Gebäude
- Das Westin Peachtree Plaza Hotel in Downtown Atlanta ist der zweithöchste Hotelturm der westlichen Hemisphäre. Es wurde zusammen mit dem angrenzenden Peachtree Center von Architekt John Portman erbaut.
- Die Atlanta Country Music Hall of Fame ehrt jedes Jahr die bedeutendsten Country-Musiker aus der Umgebung von Atlanta.
- Das höchste Gebäude Atlantas ist der 317 Meter hohe Bank of America Plaza. Damit ist es auch das elfthöchste Gebäude der USA sowie das höchste des Landes außerhalb von New York und Chicago.
- Die State Farm Arena, in der die Atlanta Hawks ihre Heimspiele in der NBA austragen.
- Die als nationales Denkmal gelistete First Presbyterian Church mit herausragender Buntglasmalerei unter anderem von Louis Comfort Tiffany.

### Sport
Atlanta beheimatet verschiedene Profi-Sportmannschaften, darunter:
- Die Atlanta Braves spielen Baseball in der Eastern Division der National League. Ihre Heimspielstätte ist der Truist Park.
- Die Atlanta Falcons sind eine American-Football-Mannschaft der National Football League. Sie spielen in der Southern Division der National Football Conference und tragen ihre Heimspiele im Mercedes-Benz Stadium aus.
- Die Atlanta Hawks sind eine Basketball-Mannschaft und spielen in der Southeast Division der NBA. Ihre Heimspielstätte ist die State Farm Arena.
- Atlanta United ist eine Fußball-Mannschaft in der Major League Soccer. Die Mannschaft trägt ihre Heimspiele neben den Falcons im Mercedes-Benz Stadium aus.
- Bis 2011 waren die Atlanta Thrashers als Eishockey-Franchise der National Hockey League in Atlanta beheimatet. Nach finanziellen Schwierigkeiten wurde der Franchise zu Beginn der Spielzeit 2011/12 nach Winnipeg umgesiedelt. Sie trugen ihre Heimspiele in der Philips Arena aus. Zuvor spielten die Atlanta Flames von 1972 bis 1980 im Omni Coliseum, bevor das Franchise nach Calgary weiterzog.

## Persönlichkeiten

Grabstelle von Martin Luther King

Der bekannteste Sohn der Stadt ist Friedensnobelpreisträger Martin Luther King. Er wurde 1929 in Atlanta geboren und predigte dort auch in der Kirche seines Vaters, der Ebenezer Baptist Church in der Auburn Avenue. Nach seiner Ermordung am 4. April 1968 in Memphis (Tennessee) wurde er in Atlanta im King Memorial Center beigesetzt. Seine Ehefrau Coretta Scott King wurde 2006 neben ihrem Mann bestattet.